# Bedri Rahmi Eyüboğlu
Bedri Rahmi Eyüboğlu est un peintre, écrivain et poète turc, né à Görele (Giresun, Turquie) en  1911 et décédé à Istanbul en 1975.

## Biographie
Né à Görele, petite ville sur la mer Noire, il est le deuxième garçon d'une famille de 5 enfants. Son père fut préfet à Kütahya puis Trabzon, et en 1924, député de Trabzon à la demande de Atatürk. Son frère Sabahattin est un écrivain et traducteur très connu, et sa jeune sœur Mualla, l'architecte-restauratrice de la section du harem au palais de Topkapı.
Bedri Rahmi quitte Trabzon en 1929 pour Istanbul où il entre à l'Académie des beaux-arts. En 1931 il va en France avec son frère Sabahattin pour apprendre le français à Dijon et Lyon. Puis il travaille dans l'atelier d'André Lhote à Paris où il rencontre sa future épouse, une jeune Roumaine, Ernestine (Eren en turc) Letoni. En 1933 il revient en Turquie et termine ses études à l'Académie. Quelques années plus tard, il est reçu à l'Académie en tant que traducteur de Henri-Léopold Lévy, et va y enseigner jusqu'à son décès en 1975.
Bedri Rahmi fut membre du Groupe D et fonda un groupe connu sous le nom de Groupe des dix. Peintre polyvalent, il a peint des fresques pour le restaurant Lido à Istanbul (1943), et pour l'édifice de l'opéra à Ankara en 1946. Il réalise des toiles murales pour la Société KLM, l'hôtel Hilton, et plusieurs panneaux de mosaïques, dont un de 260 m2 pour la Foire de Bruxelles (1957) où lui est attribuée la médaille d'or, et un second panneau à Paris aux quartiers généraux de l'Otan. Plusieurs panneaux se trouvent en Turquie dans les hôpitaux, les hôtels et édifices publics. En 1950 un second voyage d'études à Paris lui permettra de connaitre le Musée de l'homme et l'art Africain. Il décide donc d'employer une forme d'artisanat répandue dans son pays pour faire connaitre ses motifs : l'estampage. En 1960, une bourse lui est attribuée par la Fondation Ford et Rockefeller et il est invité en tant que professeur à l'université de Californie à Berkley.
Bedri Rahmi est reconnu comme ayant été un excellent professeur à l'Académie[réf. nécessaire] et nombreux sont les peintres contemporains turcs issus de son atelier: Osman Zeki Oral, Turhan Erol, Orhan Peker, Fikret Otyam, Nedim Günsür, Ömer Kaleşi, Utku Varlık, Oktay Anılnmmert, Neşe Erdok , Hanefi Yeter, Gül Derman, Hale Sontaş, Gülseren et Teoman Südor, Aydın Ayan, etc. Bedri Rahmi est décédé à Istanbul en 1975.
Tout en menant une carrière artistique intense, Bedri Rahmi a mené une carrière d'écrivain et a écrit plusieurs livres de poésie. Dès 1936 il écrit des articles dans diverses revues littéraires et journaux. De 1952 à 1958 il a tenu une colonne hebdomadaire pour le journal Cumhuriyet. Une grande partie de la population connait mieux Bedri Rahmi en tant que poète.

### Vie privée
Il a vécu une histoire passionnelle avec la sculptrice Mari Gerekmezyan. Le poème Karadut (mûre) écrit après sa mort, lui est dédié,.